# Лицей (группа)
«Лицей» — российская женская поп-рок-группа. Состав участниц за время существования группы неоднократно менялся, и только лидер группы Анастасия Макаревич является бессменным участником коллектива с самого момента его основания — 12 декабря 1991 года.
На 2024 год трио «Лицей» состоит из Анастасии Макаревич, Дарьи Нетунаевой и Анны Щёголевой. Продюсер группы — Анастасия Макаревич. С 1991 года по 2014 год продюсером был Алексей Макаревич (1954—2014).

## История группы

### 1991—1999
Группа «Лицей» по официальным данным была создана в декабре 1991 года композитором, бывшим гитаристом группы «Воскресение» (1979—1980), продюсером Алексеем Макаревичем после посещения концерта «Детского театра эстрады», где занимались его 14-летняя дочь Настя Макаревич, 15-летняя Лена Перова и 14-летняя Изольда Ишханишвили под руководством Валентина Овсянникова, изначально группу назвали «Каникулы». Дебют группы «Каникулы» состоялся на сцене программы «Звуковая дорожка» 12 октября 1991 года, через два месяца девушки под названием «Лицей» дебютировали в телепередаче «Утренняя звезда» 12 декабря 1991 года с песней «One of Us» из репертуара группы ABBA , решение сменить название коллектива пришло буквально за кулисами программы.
Первое выступление со своей песней «Субботний вечер» состоялось на программе «МузОбоз» на 1-м канале Останкино в апреле 1992 года. Клип на песню снимался в «Московском детском театре эстрады». Часто на своих первых концертах и в различных телепередачах девушки исполняли песню группы «Creedence» «Cotton Fields». В 1992 году сначала группа исполняла песню «Лето» группы «Воскресение» с оригинальным текстом, но позже Алексей Романов и Алексей Макаревич переписали слова специально для группы «Лицей», и песня стала называться «Стать самим собой».
В 1993 году осуществлён релиз дебютного альбома «Домашний арест». В альбом вошли 3 кавер-версии песен группы «Воскресение», 2 песни Валентина Овсянникова, остальные песни были написаны Алексеем Макаревичем в соавторстве с Кареном Кавалеряном, включая известный хит «След на воде». Музыку к песне «Домашний арест» Алексей Макаревич написал совместно с Анастасией Макаревич. Также первый альбом «Домашний арест» выходил на виниловой пластинке.
В 1994 году был записан второй альбом «Подруга ночь», саунд-продюсером первого и второго альбома был Александр Кутиков (бас-гитарист группы «Машина времени»). В период записи первых двух альбомов девушки заканчивали школу, поэтому не могли активно гастролировать по стране. Выступления проходили в основном по клубам и сборным концертам.
В 1992—1995 годы девушки выступали на одной сцене вместе с такими группами, как «Воскресение», «Машина времени», ZZ Top, исполняли песню «Хали-Гали» вместе с Муслимом Магомаевым.
В 1995 году группа получает премию «Овация» в номинации «открытие года».
В конце 1995 года Алексей Макаревич сочиняет хит группы — песню «Осень», которая выводит «Лицей» на верхние строчки всех известных на тот период хит-парадов, а клип на эту песню не сходит с экранов телевизоров.
В 1996 году группа записывает третий альбом «Открытый занавес» (студия «Союз»). 26 октября 1996 года во Дворце Молодежи проходят первые живые сольные концерты группы при поддержке аккомпанирующего состава «Треф» в Москве, а 20 декабря — в Санкт-Петербурге в БКЗ «Октябрьский». В 1996 году альбом «Открытый занавес» вошел в десятку наиболее продаваемых компакт-дисков фирмы «Союз». Композиция А.Макаревича «Осень» получила премию «Стопроцентный хит» от журнала «Алла» (май 1996) и продержалась в хит-парадах более полугода. В этом же 1996 году выходит первая VHS-кассета «Осень» с клипами и интервью девушек.
23 марта 1997 года группа дает 2 сольных концерта на лучшей площадке страны ГЦКЗ «Россия». Концерты прошли при полном аншлаге, после чего был записан альбом «Паровозик-облачко», который, так же как и предыдущий альбом, выпустила студия «Союз».
В этом же году в коллективе случился разлад, причиной которого стало участие Елены Перовой в качестве ведущей в детской музыкальной программе «Щас спою» на канале ТВ Центр вопреки условиям контракта. После нескольких эфиров программы Алексей Макаревич увольняет Лену из группы, из-за этого в проекте к 850-летию Москвы «10 песен о Москве» песню «Москвичи» («Серёжка с Малой Бронной…») со Львом Лещенко поют только Настя и Изольда.
В «Лицей» после увольнения Лены Перовой взяли Анну Плетнёву. За две недели Анна выучила музыкальный материал и научилась играть на гитаре. После этого группа «Лицей» в новом составе перепела 30 песен из своего репертуара. В обновлённом составе прошли «живые бои» в программе «Музыкальный ринг» против «Машины времени» и «живой» концерт в программе РТР «Живая коллекция».
В 1998 году группа записала пятый альбом «Небо». Его выпуск был намечен на август–сентябрь, но в связи с экономическим кризисом в России релиз был отложен до следующего года.
В 1999 году было записано несколько песен для следующего альбома, с которыми девушки выступили в ГЦКЗ «Россия» в концертах «Наша музыка», проекте Александра Олейникова на канале ТВ-6.

### 2000—2009
В 2000 году группа записывает шестой альбом «Ты стала другой», в котором Анастасия Макаревич и Анна Плетнёва выступили ещё и как авторы 4 песен. В новом альбоме стиль группы становится другим — более модным и современным.
В 2001 году коллектив покидает Изольда Ишханишвили по причине усталости и желания заняться личной жизнью.
В «Лицей» на место Изольды ненадолго пришла Светлана Беляева. Группа записала новый хит «Ты станешь взрослой», но после съёмок клипа на эту песню Светлана покинула группу, а на её место была принята София Тайх. В клипе «Ты станешь взрослой» снималась актриса Мария Кожевникова.
В 2002—2005 годы были записаны новые хиты «Как ты о нём мечтала» (на музыку В. Тюрина, сл. Н. Тимченко); «Она не верит больше в любовь» (на музыку Алексея Макаревича, сл. Н. Тимченко); «Падает дождь», «Двери открой». В этот отрезок времени Анна Плетнёва родила дочь Варвару, а Анастасия Макаревич — сына Матвея.
В октябре 2005 года Анна Плетнёва, решив заняться сольной карьерой, покинула группу «Лицей» и создала поп-дуэт «Винтаж» вместе с музыкантом Алексеем Романофом. На своих концертах группа «Винтаж» исполняет песню «Осень» группы «Лицей».
Группа «Лицей» выпустила седьмой диск «44 минуты», а на место Плетнёвой пригласили Елену Иксанову.
Проработав в группе 2 года, Елена Иксанова решила посвятить себя семье, забеременела и покинула группу, после рождения ребёнка Елена с мужем занялись своей группой «L.X». За время работы с Леной группа «Лицей» записала новые песни «Ты будешь с ним» и «Люби его».
Елену Иксанову заменила новая солистка Анастасия Березовская, и в этом составе группа «Лицей» перепевает свои самые известные песни.
После выпуска компанией «Квадро» сборника «Grand collection» София Тайх, как и другие экс-солистки до неё, решает заняться сольной карьерой. Её заменяет Анна Щёголева.
В последнем составе «Лицей» записывает сингл «Поцелуй меня».

### 2011—2015

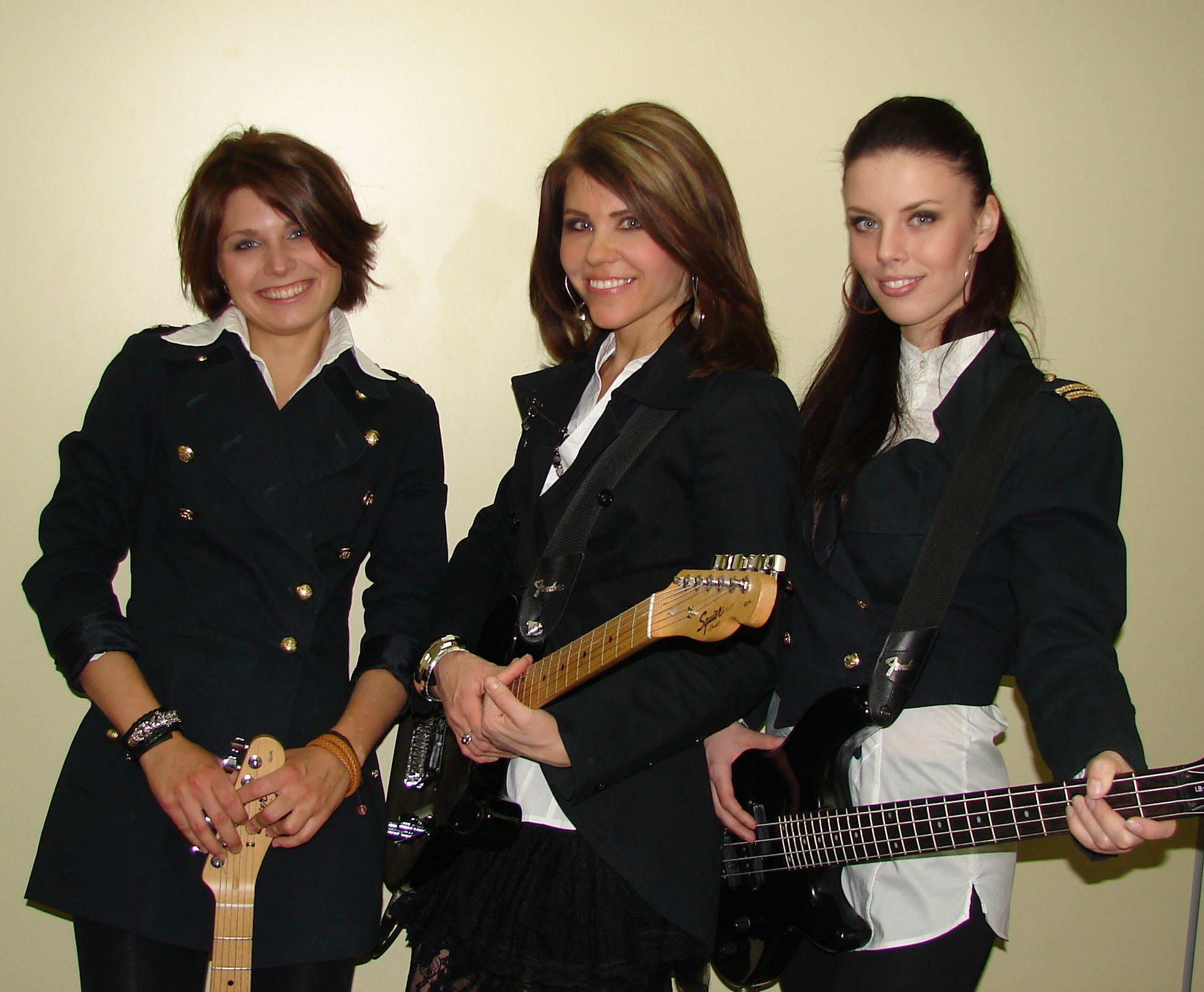
Группа «Лицей» (Анастасия Березовская, Анастасия Макаревич, Анна Щёголева) на «Супердискотеке 90-х» (9 марта 2013)

В феврале 2011 года группу покинула Анастасия Березовская, в коллектив пригласили экс-солистку Софию Тайх, которая будет работать в коллективе, совмещая сольную карьеру и работу в группе «Лицей».
21 апреля 2015 года прошли съёмки видеоклипа на песню «Фотография». 27 апреля состоялась премьера песни, а 18 мая состоялась премьера видеоклипа.

### 2016
8 мая состоялась премьера новой песни «Мчится время» на передаче «Партийная Зона» канала Муз ТВ.
12 мая вышел эфир программы «Пусть говорят», посвящённый двадцатипятилетию группы (съёмка проходила 26 апреля).
13 сентября Анна Щёголева родила дочку, в группу на место Анны вернулась Анастасия Березовская.
19 сентября Анастасия Макаревич записала ремейк песни «Осень» с рэп-читкой совместно с Владиславом Валовым (Шеff), а также Настя снова спела песню «Сон» группы «Воскресение» для Дискотеки-80х.
В ноябре состоялась премьера новой песни «Синоптики» на радио «Дача», автор музыки Павел Есенин, автор слов Татьяна Нотман.
4 декабря студия «Союз» выпустила сборник «Лучшие песни», в альбом вошли 15 перепетых и 2 новые песни группы.
12 декабря группа «Лицей» выступила на шоу «Мурзилки Live» с живым концертом в прямом эфире на «Авторадио».

### 2017
19 апреля состоялась премьера клипа на обновленную версию песни «Осень».
31 августа состоялся большой юбилейный концерт «Лицей 25 лет» в ГЛАВСLUB GREEN CONCERT.
2 декабря на YouTube-канале группы появилось обращение Анастасии Березовской об очередном уходе из коллектива. На её место пришла бас-гитаристка-виртуоз Екатерина Непрук, которая также играет в группе «Манго-Манго» и рисует картины.
22 декабря группа выступила в программе «Квартирник у Маргулиса» на канале НТВ.

### 2018—2021
1 марта 2019 года состоялся релиз нового альбома — «Мчится время». Альбом «Мчится время» — это первый диск группы, который вышел под руководством Анастасии Макаревич.
23 марта 2019 года в концертном клубе Форте состоялся концерт — презентация нового альбома.

### С 2022
- 25 февраля состоялся релиз новой песни «Там под снегом». Музыку к песне написала Анастасия Макаревич в соавторстве с поэтом Дмитрием Солоповым.
- 28 октября состоялся релиз новой песни «Иди ко мне». Музыку и слова к песне написал Евгений Константинов (автор и исполнитель soGREYou).[источник не указан 235 дней]
- 4 ноября на песню «Иди ко мне» состоялась премьера видеоклипа.[34][35]
- 21 июля 2023 года состоялась премьера танцевального трека «Танцуй со мной», музыку и слова к песне написала Анастасия Макаревич.[источник не указан 235 дней]

## Дискография
| 1992 — «Домашний арест» | 1992 — «Домашний арест» | 1992 — «Домашний арест»      | 1992 — «Домашний арест» |
| №                       | Название трека          | Автор музыки                 | Автор слов              |
| ----------------------- | ----------------------- | ---------------------------- | ----------------------- |
| 1                       | «Субботний вечер»       | Ал. Макаревич                | С. Андреев              |
| 2                       | «Домашний арест»        | Ал. Макаревич, Ан. Макаревич | К. Кавалерян            |
| 3                       | «Снилось мне»           | А. Романов                   | А. Романов              |
| 4                       | «Высокий блондин»       | В. Овсянников                |                         |
| 5                       | «Люди-машины»           | В. Овсянников                |                         |
| 6                       | «Мама»                  | Ал. Макаревич                | К. Кавалерян            |
| 7                       | «Стать самим собой»     | А. Романов                   | А. Романов              |
| 8                       | «Хороший парень»        | Е. Маргулис                  | А. Романов              |
| 9                       | «След на воде»          | Ал. Макаревич                | К. Кавалерян            |
| 10                      | «Будь здоров»           | Ал. Макаревич                | К. Кавалерян            |

| 1994 — «Подруга — ночь» | 1994 — «Подруга — ночь» | 1994 — «Подруга — ночь» | 1994 — «Подруга — ночь» |
| №                       | Название трека          | Автор музыки            | Автор слов              |
| ----------------------- | ----------------------- | ----------------------- | ----------------------- |
| 1                       | «Подруга — ночь»        | Ал. Макаревич           | К. Кавалерян            |
| 2                       | «Там, где нас нет»      | Ал. Макаревич           | К. Кавалерян            |
| 3                       | «Твоё право»            | Ал. Макаревич           | К. Кавалерян            |
| 4                       | «Кто остановит дождь»   | Ал. Макаревич           | К. Кавалерян            |
| 5                       | «Деньги»                | Ал. Макаревич           | К. Кавалерян            |
| 6                       | «Вниз по течению»       | Ал. Макаревич           | К. Кавалерян            |
| 7                       | «Ещё один рай»          | Ал. Макаревич           | К. Кавалерян            |
| 8                       | «25»                    | Ал. Макаревич           | К. Кавалерян            |
| 9                       | «Мой человек»           | Ал. Макаревич           | К. Кавалерян            |
| 10                      | «Бег по кругу»          | Ал. Макаревич           | К. Кавалерян            |

| 1996 — «Открытый занавес» | 1996 — «Открытый занавес» | 1996 — «Открытый занавес» | 1996 — «Открытый занавес» |
| №                         | Название трека            | Автор музыки              | Автор слов                |
| ------------------------- | ------------------------- | ------------------------- | ------------------------- |
| 1                         | «Осень»                   | Ал. Макаревич             |                           |
| 2                         | «Я спешу за любовью»      | Ал. Макаревич             |                           |
| 3                         | «Душа»                    | Ал. Макаревич             |                           |
| 4                         | «Смех сквозь слёзы»       | Ал. Макаревич             |                           |
| 5                         | «Красная помада»          | Ал. Макаревич             |                           |
| 6                         | «Отпусти меня на волю»    | Ал. Макаревич             |                           |
| 7                         | «Нарисуй на небе птицу»   | Ал. Макаревич             |                           |
| 8                         | «Я не вижу смысла»        | Ал. Макаревич             |                           |
| 9                         | «В цветущий край»         | Ал. Макаревич             |                           |
| 10                        | «У бродячих музыкантов»   | Ал. Макаревич             |                           |

| 1997 — «Паровозик-облачко» | 1997 — «Паровозик-облачко» | 1997 — «Паровозик-облачко» | 1997 — «Паровозик-облачко» |
| №                          | Название трека             | Автор музыки               | Автор слов                 |
| -------------------------- | -------------------------- | -------------------------- | -------------------------- |
| 1                          | «Паровозик-облачко»        | Ал. Макаревич              | А. Морсин                  |
| 2                          | «Было и прошло»            | Ал. Макаревич              | А. Морсин, Ал. Макаревич   |
| 3                          | «Расставание»              | Ал. Макаревич, С. Сысоев   | А. Морсин                  |
| 4                          | «Девушка-зима»             | Ал. Макаревич              | А. Морсин                  |
| 5                          | «Новогодняя»               | Ал. Макаревич              | В. Хлебников               |
| 6                          | «Незнакомка»               | Ал. Макаревич              | А. Морсин                  |
| 7                          | «Моя любовь»               | Ал. Макаревич              | А. Морсин                  |
| 8                          | «Спой мне»                 | Ал. Макаревич              | А. Морсин                  |
| 9                          | «Мне на память»            | А. Баранова                | М. Самошин                 |
| 10                         | «В апельсиновом раю»       | Ал. Макаревич              | К. Кавалерян               |

| 1  | «Субботний вечер»      |
| 2  | «Стать самим собой»    |
| 3  | «В цветущий край»      |
| 4  | «Отпусти меня на волю» |
| 5  | «Подруга — ночь»       |
| 6  | «Деньги»               |
| 7  | «Я не вижу смысла»     |
| 8  | «Мама»                 |
| 9  | «След на воде»         |
| 10 | «Душа»                 |
| 11 | «Девушка-зима»         |
| 12 | «Хороший парень»       |
| 13 | «Было и прошло»        |
| 14 | «Мне на память»        |
| 15 | «Домашний арест»       |
| 16 | «Моя любовь»           |
| 17 | «Осень»                |

| 1  | «Незнакомка»         |
| 2  | «Красная помада»     |
| 3  | «Расставание»        |
| 4  | «Паровозик-облачко»  |
| 5  | «След на воде»       |
| 6  | «Стать самим собой»  |
| 7  | «Ещё один рай»       |
| 8  | «Деньги»             |
| 9  | «В апельсиновом раю» |
| 10 | «Хороший парень»     |
| 11 | «Осень»              |

| 1999 — «Небо» | 1999 — «Небо»                  | 1999 — «Небо»               | 1999 — «Небо» |
| №             | Название трека                 | Автор музыки                | Автор слов    |
| ------------- | ------------------------------ | --------------------------- | ------------- |
| 1             | «Звезда»                       | Ал. Макаревич               | А. Морсин     |
| 2             | «Радуюсь»                      | А. Романов                  | А. Романов    |
| 3             | «Ветер»                        | А. Морсин                   | А. Морсин     |
| 4             | «Небо»                         | Ал. Макаревич               | А. Морсин     |
| 5             | «Дороги наши разошлись»        | Е. Маргулис                 | А. Романов    |
| 6             | «Рыжий пёс»                    | Л. Варданян                 | Л. Варданян   |
| 7             | «Балерина грёз»                | И. Каменской, Ал. Макаревич | А. Морсин     |
| 8             | «Ты и я»                       | Ал. Макаревич               | А. Морсин     |
| 9             | «Куда тебя несёт»              | Ал. Макаревич               | А. Морсин     |
| 10            | «Девочка с восточными глазами» | Ал. Макаревич               | Ал. Макаревич |

| 2000 — «Ты стала другой» | 2000 — «Ты стала другой» | 2000 — «Ты стала другой»     | 2000 — «Ты стала другой»    |
| №                        | Название трека           | Автор музыки                 | Автор слов                  |
| ------------------------ | ------------------------ | ---------------------------- | --------------------------- |
| 1                        | «Тебя здесь нет»         | Анастасия Макаревич          | Анастасия Макаревич         |
| 2                        | «Листья»                 | Ал. Макаревич, Анна Плетнева | Анна Плетнева               |
| 3                        | «Какая долгая зима»      | Ал. Макаревич                | И. Сибиряков                |
| 4                        | «Ты стала другой»        | Ал. Макаревич                | А. Морсин                   |
| 5                        | «Планета-5»              | А. Морсин                    | А. Морсин                   |
| 6                        | «Лей, дождь»             | С. Долгополов                |                             |
| 7                        | «Куда течёт река»        | С. Долгополов                |                             |
| 8                        | «Мне всё равно»          | Анастасия Макаревич          | Анастасия Макаревич         |
| 9                        | «Больше, чем любить»     | Ал. Макаревич                | Анна Плетнева, Ю. Дементьев |
| 10                       | «Сентенция»              | Ал. Макаревич                | А. Бутузов                  |

| 2005 — «44 минуты» | 2005 — «44 минуты»             | 2005 — «44 минуты» | 2005 — «44 минуты» |
| №                  | Название трека                 | Автор музыки       | Автор слов         |
| ------------------ | ------------------------------ | ------------------ | ------------------ |
| 1                  | «Она не верит больше в любовь» | Ал. Макаревич      | Н. Тимченко        |
| 2                  | «Ты станешь взрослой»          | В. Тюрин           | Н. Тимченко        |
| 3                  | «Двери открой»                 | Ал. Макаревич      | Н. Тимченко        |
| 4                  | «Облака»                       | Ал. Макаревич      | Н. Тимченко        |
| 5                  | «Надо мной»                    | В. Молчанов        | В. Саповский       |
| 6                  | «Какая долгая зима (mix)»      | Ал. Макаревич      | И. Сибиряков       |
| 7                  | «Белой пылью ночь»             | А. Прусов          | А. Прусов          |
| 8                  | «Люби и не теряй»              | Ал. Макаревич      | Анна Плетнева      |
| 9                  | «Спой мне»                     | Ал. Макаревич      | А. Морсин          |
| 10                 | «Улетаешь в небо»              | А. Прусов          | А. Прусов          |
| 11                 | «Падает дождь»                 | Ал. Макаревич      | Н. Тимченко        |
| 12                 | «Как ты о нём мечтала»         | В. Тюрин           | Н. Тимченко        |

| 1  | «Осень»                        |
| 2  | «Домашний арест»               |
| 3  | «Ты стала взрослой»            |
| 4  | «Хороший парень»               |
| 5  | «Девушка-зима»                 |
| 6  | «След на воде»                 |
| 7  | «Субботний вечер»              |
| 8  | «Небо»                         |
| 9  | «Двери открой»                 |
| 10 | «Падает дождь»                 |
| 11 | «Как ты о нём мечтала»         |
| 12 | «Она не верит больше в любовь» |
| 13 | «Люби его»                     |
| 14 | «Планета пять»                 |
| 15 | «Паровозик-облачко»            |
| 16 | «Ты стала другой»              |
| 17 | «Ты будешь с ним»              |
| 18 | «В апельсиновом раю»           |
| 19 | «Расставание»                  |
| 20 | «Звезда»                       |

| 2019 — «Мчится время» | 2019 — «Мчится время»      | 2019 — «Мчится время» | 2019 — «Мчится время» |
| №                     | Название трека             | Автор музыки          | Автор слов            |
| --------------------- | -------------------------- | --------------------- | --------------------- |
| 1                     | Мчится время               | Ал. Макаревич         | Ал. Макаревич         |
| 2                     | Падаю вверх                | Ал. Макаревич         | Н. Тимченко           |
| 3                     | Где-то без меня            | Ал. Макаревич         | Н. Тимченко           |
| 4                     | Быть одной                 | Ал. Макаревич         | Н. Тимченко           |
| 5                     | Поцелуй меня               | Ал. Макаревич         | Н. Тимченко           |
| 6                     | Фотография                 | Ал. Макаревич         | А. Морсин             |
| 7                     | Люби его                   | Ал. Макаревич         | Н. Тимченко           |
| 8                     | Снилось мне                | А. Романов            | А. Романов            |
| 9                     | Двое                       | А. Зарецкий           | А. Зарецкий           |
| 10                    | Ты будешь с ним            | Ал. Макаревич         | Н. Тимченко           |
| 11                    | Падаю вверх (Version 2018) | Ал. Макаревич         | Н. Тимченко           |

## Другие песни, спетые в различных проектах
- «Ночь» (как группа «Каникулы»; программа «Звуковая дорожка», 12.10.1991 г.)
- «Белая лошадь» («Уходи, горе») (как группа «Каникулы»; программа «Звуковая дорожка», 12.10.1991 г.)
- «One of Us» (песня группы ABBA; программа «Утренняя звезда», 12.12.1991 г.)
- «Хали-Гали» («В путь») (с Муслимом Магомаевым и группой «Машина времени» в Московском дворце молодёжи, 19.11.1993 г.)
- «Get Back» (песня The Beatles; с Ларисой Долиной и группой «Машина времени» в Московском дворце молодёжи, 19.11.1993 г.)
- «Коричневая пуговка» («Новый год с Куклами», НТВ, 1995–1996 гг.)
- «Cotton Fields» («Программа „А“», 1996 год)
- «Москвичи» (концерт «Песни Победы» и проект «10 песен о Москве», дуэт с Львом Лещенко) — издана в сборнике «10 песен о Москве»[36]
- «Песня Сольвейг» («Новогодняя ночь в опере», НТВ, 1997–1998 гг.) — издана в сборнике «Ночь в опере» в 1998 году[37]
- «Жираф» (В жёлтой жаркой Африке…) (концерт памяти Владимира Высоцкого, 1998 год) — издана в сборнике «Я, конечно, вернусь… Часть 1»[38]
- «Солнце скрылось за горою» («Военно-полевой романс», проект канала ТВ Центр)
- «Играй, музыкант» (песня Маши Распутиной; с группами «Шао? Бао!» и «Хали-Гали» в программе «Музыкальный ринг», РТР, 1999 год)[39] — издана в сборнике «Горячая 20 - Осень '99»[40]
- «Ой, цветёт калина» (новогоднее шоу «О мерах по выходу и любви», ТВ-6, 1999 год)
- «Так и моя любовь» (кавер-версия песни группы «СВ», 1999 год)
- «Плачь, небо» (неизданная сольная песня Анны Плетнёвой, исполнена на концерте в Лужниках 29.07.2001 г.)[41]
- «Голубые глаза» (юбилейный концерт Александра Барыкина, 2002 год)
- «Не было печали» — «Cara Mia» (с дуэтом Baccara на концерте «Мелодии и ритмы зарубежной эстрады по-русски», 2003 год) — издана в сборнике «Мелодии и ритмы зарубежной эстрады по-русски. Часть 2»[42]
- «Бродячие артисты» (с Витасом и Александром Буйновым, концерт «Буйнов и его друзья», 2003 год)
- «Огонёк» (концерт «Песни Победы», Первый канал, 2003 год[43]; проект «Песни войны», Звезда, 2012 год[44])
- «Мой костёр» («Хорошо сидим», проект НТВ, 2004 год)
- «Тальяночка» (На солнечной поляночке) (концерт «Песни Победы», 2004 год)
- «То ли ещё будет» (концерт ко дню защиты детей, выпускные балы)
- «Девичник» (с Наташей Королёвой и Еленой Воробей, 2004 год)
- «Тонкая рябина» («Хорошие шутки», 2006 год)
- «Жених и три папаши» — «Under Attack» (с группой «Динамит», «Новогодняя ночь в стиле ABBA», НТВ, 2006–2007 гг.)

## Пародии
- «Осень» (О.С.П.-студия)[45]
- «Она вчера побила свекровь» (Пародия на песню «Она не верит больше в любовь» в «Парад пародий» на РЕН-ТВ)[46]
- «Иж на шоссе» (Пародия «Мурзилок Интернешенал» на песню «След на воде»)
- «Осень» (Большая разница)[47]

## Саундтреки к фильмам и сериалам
- «Осторожно, модерн!» (серия «Автомеханики») – «Осень»
- «Зайцев+1» (1 сезон, 13 серия) – «Домашний арест»
- «Приличные люди» (комедия, 2015 год) – «Осень»[48]

## Мюзиклы
- «Волшебник Изумрудного города»[49], 1994 год (Музыкальная сказка Морсина А. Ю. по мотивам одноимённого произведения Волкова А. М.) Лицей — «Гномы», Анастасия Макаревич — «Зеленый автомобиль».
- «Снежная королева»[50] 1996 год (Музыкальная сказка Морсина А. Ю. по мотивам одноимённого произведения Х. К. Андерсена) Лицей — Компания Кая и Герды, «Цветы сада забав», Алексей Макаревич — «Белый олень».

## Видеоклипы
1. 1995 — «Подруга ночь»
2. 1996 — «Красная помада»
3. 1996 — «Осень»
4. 1996 — «Три сестры» (с Василием Богатырёвым)
5. 1997 — «Паровозик-облачко»
6. 1997 — «Расставание»
7. 1997 — «Москвичи» (с Львом Лещенко)
8. 1998 — «Солнце скрылось за горою»
9. 1998 — «День Победы» (с Л. Лещенко)
10. 1998 — «Новогодняя сказка» («Старый приятель» и другие)[51]
11. 1999 — «Небо»
12. 1999 — «Рыжий пёс»
13. 2000 — «Лолита» (в клипе Виктора Зинчука)
14. 2000 — «Ты стала другой»
15. 2000 — «Планета пять»
16. 2001 — «Лей, дождь»
17. 2001 — «Улетаешь в небо»
18. 2002 — «Ты станешь взрослой»
19. 2004 — «Двери открой»
20. 2015 — «Фотография»
21. 2017 — «Осень» (feat. Шеff)
22. 2022 — «Там под снегом»
23. 2022 — «Иди ко мне»
24. 2022 — «Иди ко мне» (feat. soGREYou)
25. 2022 — «Счастье близко» (feat. soGREYou)

## Награды
- В сентябре 1993 года группа «Лицей» была представлена в номинации «Открытие года» на второй официальной церемонии вручения Национальной Российской Музыкальной премии «Овация» в области зрелищ и популярной музыки за 1992 и 1993 год[52], но в итоге премия досталась Татьяне Булановой во время оглашения лауреатов премии в ночь с 13 на 14 января 1994 года[53]
- «Серебряный микрофон» на конкурсе «Хит-парад Останкино» в 1994 году
- «Музыкальный экзамен» — «Лучшая группа» 1994 года (Санкт-Петербург)
- Лауреат фестиваля «Песня года»:
«Песня года 1993» — «Хороший парень»
«Песня года 1994» — «Домашний арест»
«Песня года 1998» — «Незнакомка»
«Песня года 2002» — «Ты станешь взрослой»
«Песня года 2003» — «Как ты о нём мечтала»
«Песня года 2003» — «Падает дождь»
«Песня года 2004» — «Двери открой»
«Песня года 2005» — «Облака»
- Лауреат премии «Золотой граммофон»:
1996 — «Осень»
- В 1996 году альбом «Открытый занавес» вошёл в десятку наиболее продаваемых компакт-дисков фирмы «Союз».
- Композиция А. Макаревича «Осень» получила премию «Стопроцентный хит» от журнала «Алла» (май 1996) и продержалась в хит-парадах более полугода.

## VHS и DVD
- Видеофильм «Осень» 1996 г. (VHS)
- Видеофильм «На самом деле» 1997 г. (VHS)
- Видеофильм «Для тебя» (Live-концерт в ГЦКЗ «Россия») (VHS 1998 г. DVD 2000 г.)
- Сборник видеоклипов 2002 г. (DVD)

## Составы группы

### Текущий состав

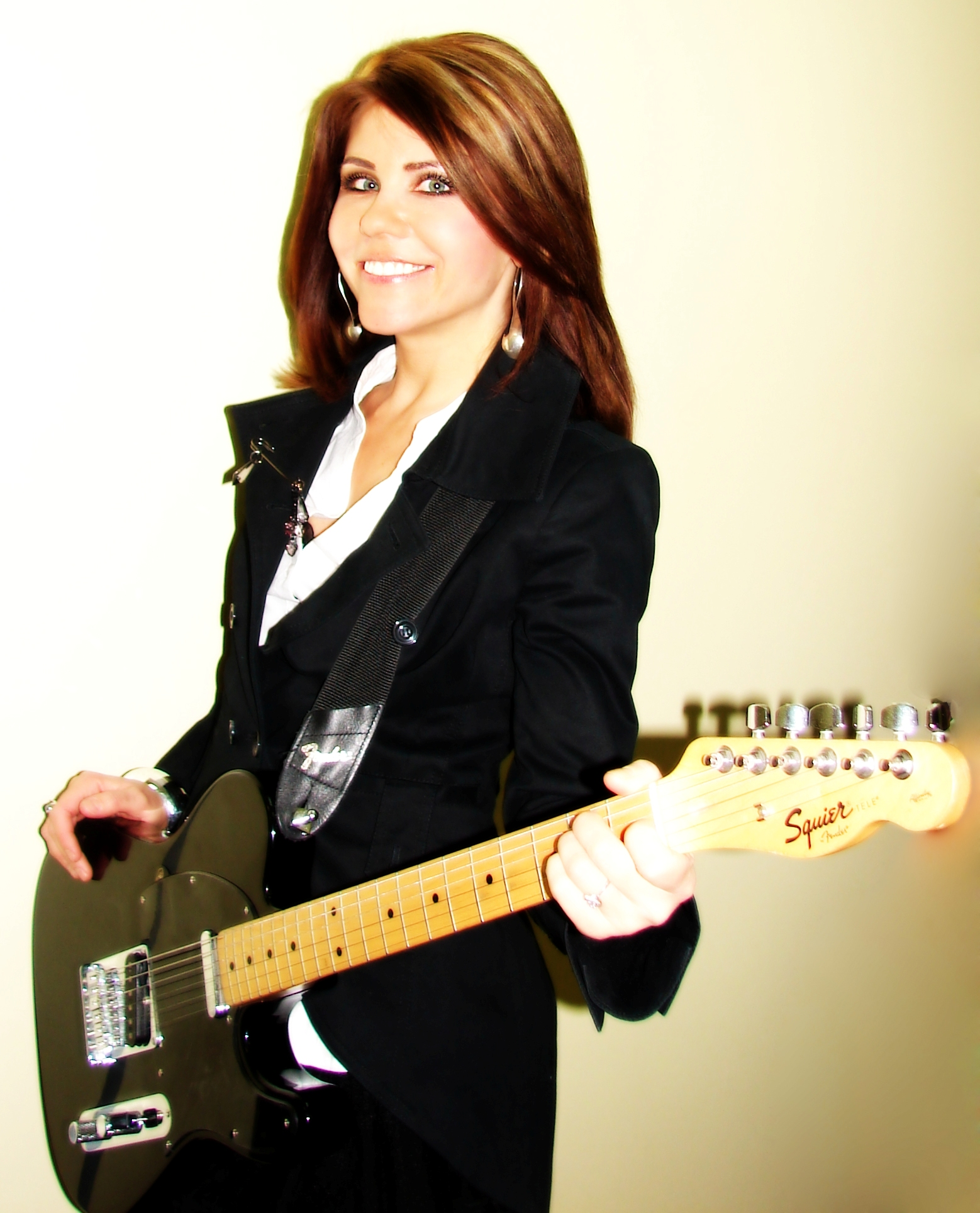
Анастасия Макаревич, 2013 год
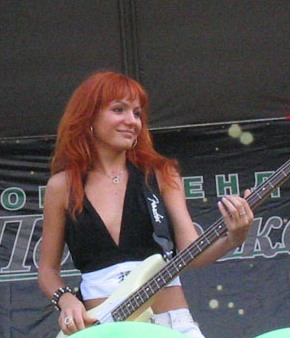
София Тайх, 2004 год
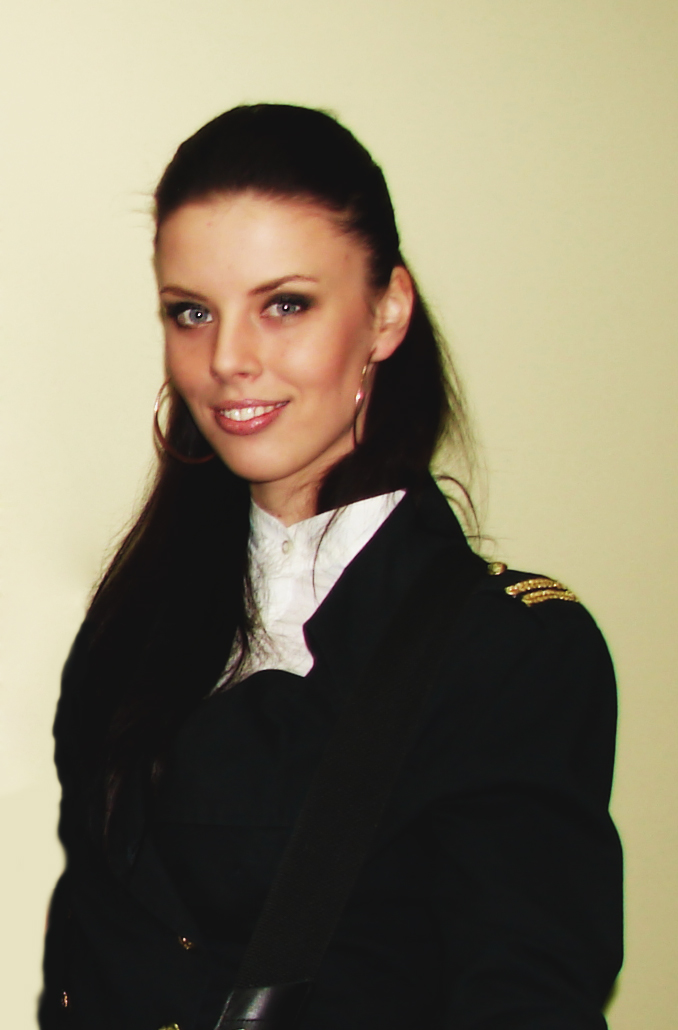
Анна Щёголева, 2013 год

- Анастасия Макаревич с 1991
- София Тайх с 2002 по 2007, с 2011
- Анна Щёголева с 2007 по 2016, с 2020

### Бывшие участницы
- Елена Перова (1991—1997)
- Изольда Ишханишвили (1991—2001)
- Светлана Беляева (2001—2002)
- Анна Плетнёва (1997—2005)
- Елена Иксанова (2005—2007)
- Анастасия Березовская (2007—2011) (2016—2017)
- Екатерина Непрук (2017—2020)